# Delices
Delices ist ein Ort im Südosten von Dominica. Die Gemeinde hatte im Jahr 2011 207 Einwohner. Delices liegt im Parish Saint Patrick.

## Geographische Lage
Pichelin liegt südlich von Boetica und nördlich vom 2015 evakuierten Ort Petite Savanne.